# Могилиця
Моги́лиця (болг. Могилица) — село в Смолянській області Болгарії. Входить до складу общини Смолян.

## Населення
За даними перепису населення 2011 року у селі проживали 377 осіб.
Національний склад населення села:
| Національність   | Кількість осіб | Відсоток |
| ---------------- | -------------- | -------- |
| болгари          | 345            | 98,3%    |
| турки            | 0              | 0%       |
| не визначились   | 5              | 1,4%     |
| Всього відповіли | 351            |          |

Розподіл населення за віком у 2011 році:
Динаміка населення: